# Nam Kwan
Nam Kwan (남관) est un peintre coréen du XXe siècle né en 1911 dans le Kyungbuk et mort en 1990. Il est actif en France de 1954 à 1968.

## Biographie
En 1937, Nam Kwan est élève de l'école des Beaux-Arts Taiheiyo à Tokyo. Revenu à Séoul, il est professeur à l'Université Soolmyung et à l'Université Hongik, de 1947 à 1949. Il vient à Paris en 1954 où il reçoit pendant longtemps les conseils de Jacques Busse. En 1969, il quitte Paris pour Séoul où il est, jusqu'en 1977, membre du comité de direction de l'exposition nationale des Beaux-Arts, et professeur des Beaux-Arts à l'université.
Il participe à de nombreuses expositions collectives : 
- de 1937 à 1944 : expositions nationales des Beaux-Arts à Tokyo.
- en 1955 : Musée du Petit Palais à Paris.
- en 1958, 1959, 1961, 1964, 1966, 1979 : Salon de mai à Paris.
- en 1965, 1966, 1967, 1980 : Salon des réalités nouvelles à Paris.
- en 1965 : Musée d'art moderne de la ville de Paris.
- en 1966 : à la Biennale de Menton.
- en 1967 : Musée des beaux-arts de Dijon et Biennale de São Paulo.
- en 1968 : Musée d'art moderne de Tokyo.
- en 1972 : au Musée d'Art Moderne de San Francisco.
- en 1984 : FIAC à Paris[2].

Il montre ses œuvres dans des expositions personnelles :  
- de 1948 à 1950, 1953, 1966, 1969, 1970, 1972, 1981 : Séoul.
- en 1953 : Tokyo.
- en 1963, 1978 : Luxembourg.
- en 1964, 1965, 1967, 1968, 1973, 1973, 1976, 1982 : Paris.
- en 1966, 1979 : Hambourg.
- en 1975 : Bruxelles.
- en 1977 : Lausanne.

Il reçoit le premier prix de la Biennale de Menton en 1966.
En 1955, sa peinture contient encore de nombreux rappels de la forme humaine, recomposée en signes symboliques s'organisant dans des harmonies brunes. Il évolue à une abstraction informelle, où la préciosité de la matière prime la forme réduite à un agencement de surfaces très simples. Fond et formes se font mutuellement écho dans une gamme colorée subtile, souvent tons sur tons, dans des bleus, roses ou beiges doux. Dans certaines compositions, sa palette se fait plus vive, les couleurs pulvérisées, violentes, des turquoises, jaunes et magenta, envahissent la toile, dans une composition souvent plus diffuse, où les motifs se mêlent intimement au fond. Ces équivalences informelles suggèrent les profondeurs de la mer, l'action d'une érosion millénaire sur des éléments de paysages géologiques ou tous les autres contacts avec les éléments premiers d'une réalité éternelle. Il réalise aussi quelques assemblages. Le passage par l'abstraction semble lui avoir fait retrouver l'essence même de la tradition extrême-orientale, dégagée des apparences anecdotiques.

## Musées
De ses œuvres figurent aux musées :  
- Luxembourg (Musée d'Art d'État).
- Paris (Centre national des arts plastiques).
- Séoul (Musée national de Corée).